# Белозёров, Иван Семёнович
Иван Семёнович Белозёров (1925, Верхнетроицкое, Башкирская АССР — 1988, Ухта, Коми АССР) — советский передовик нефте-газовой промышленности. Заслуженный работник народного хозяйства Коми АССР (1965). Герой Социалистического Труда (1971).

## Биография
Родился в 1925 году в посёлке Верхне-Троицк (ныне — Туймазинского района Башкирии) в крестьянской семье.
В 1941 году окончил седьмой класс сельской школы, работал в местном колхозе.
В 1942 году призван в ряды Красной Армии, участник Великой Отечественной войны. С 1944 года после окончания кратковременных курсов при Астраханском военном училище — командир взвода 315-го стрелкового полка 19-й стрелковой дивизии. Воевал на 2-м Украинском и 3-м Украинском фронтах. Участвовал в тяжелых боях за венгерскую столицу Будапешт и освобождал столицу Чехословакии — Прагу. 4 апреля 1945 года за отличие в боях был награждён Орденом Красной Звезды.
В 1959 году И. С. Белозёров приехал в город Ухта Коми АССР. Начал работать — бурильщиком и позже —старшим буровым мастером в Ухтинском территориальном геологическом управлении нефтеразведочной экспедиции № 2 треста «Печорнефтегазразведка» Министерства геологии РСФСР. И. С. Белозёров бурил скважины на Исаковской, Каджеромской, Ярвожской и Сотчемюской разведочных площадях, но наибольшего успеха достиг на Мичаюской, Макарихинской, Средне-Макарихинской и Печоргородской площадях.
В 1966 году Указом Президиума Верховного Совета СССР «за выдающиеся успехи в труде» Иван Семёнович Белозёров был награждён Орденом Ленина.
20 апреля 1971 года Указом Президиума Верховного Совета СССР «за выдающиеся успехи, достигнутые в выполнении заданий пятилетнего плана», Иван Семёнович Белозёров был удостоен звания Героя Социалистического Труда с вручением Ордена Ленина и золотой медали «Серп и Молот».
После выхода на пенсию жил в Ухте. Умер в 1988 году.

## Награды
- Орден Красной Звезды (04.04.1945)[3]
- Заслуженный работник народного хозяйства Коми АССР (1965)
- Орден Ленина (1966)
- Герой Социалистического Труда (орден Ленина и медаль «Серп и Молот»; 20.04.1971)
- Орден Отечественной войны II степени (06.04.1985)[1]